# Клеменчич, Рене
Рене́ Клеме́нчич (нем. René Clemencic; 27 февраля 1928, Вена — 8 марта 2022, Вена) — австрийский композитор, флейтист, клавесинист

, органист, музыковед и дирижёр, философ, писатель, один из отцов-основателей европейского аутентизма. Руководитель ансамбля старинной музыки Clemencic Consort.

## Биография
Родился в космополитической семье со славянскими и венгерскими корнями. Учился игре на клавесине и блокфлейте в городе Неймеген (город в восточной части Нидерландов) и в Берлине. Также изучал философию, математику и этнологию в Сорбонне и Венском университете, прежде чем целиком посвятить себя музыке.

## Исполнительская карьера
Карьеру клавесиниста и флейтиста начал в 1957 году. В 1968 году создал ансамбль старинной музыки Clemencic Consort, который исполняет музыку Средневековья, Ренессанса и эпохи барокко, и сочинения современных композиторов, написанные для старинных инструментов. Известно, исполнение средневековой нерелигиозной музыки, серия записей которой предпринята Р. Клеменчичем и его оркестром в 1970-е годы. В целом ими записано свыше 100 дисков.
Работал в кино с Арианой Мнушкиной и Жуаном Сезаром Монтейру. Неоднократно бывал в России, в частности, на фестивале «Корни и крона».

## Музыкальные сочинения
- Meraviglia 1969
- Molière Музыка к фильму Ариан Мнушкин (1978)

- 1981: MISSA MUNDI
- 1986: UNUS MUNDUS, оратория
- 1987: DRACHENKAMPF, балет-пантомима
- 1991: OPUS FÜR FLÖTE UND STREICHER, для флейты и струнного оркестра
- 1992: KABBALA, оратория
- 1993: DER BERG, камерная опера
- 1995: «JERUSCHALAJIM», фортепианное трио
- 1995—1996: APOKALYPSIS, оратория
- 1999: REISE NACH NINIVEH, оратория
- 2000: FEUERTRUNKEN, концерт для струнного оркестра
- 2001: STABAT MATER
- 2004: DAS HAUS, фортепианное трио
- 2004: DER SCHLÜSSEL ZUM PARADIES, для скрипки и фортепиано
- 2006: MONDUNTERGANG, маленькая опера

## Пластинки
- Carmina Burana 5 пластинок, 1975, переиздание 3-х CD Harmonia Mundi France.